# Álgya-Pap Zoltán
Alsókománai Álgya-Pap Zoltán (Budapest 1895. március 18. – Hága 1987. október 16.) magyar katona. 1912-ben változtatta meg nevét az Álgya nemesi családnévről Álgya-Pap névre és ekkor vette fel az előnevet. A két világháború közötti időszakban több országban szolgált katonai attaséként. A második világháború egyik legkiemelkedőbb bátorságú magyar tábornoka, legmagasabb beosztásában az V. Hadtest parancsnokaként szolgált. A világháborús tevékenységét beárnyékolja, hogy részt vett a „Cigánybáró” hadműveletben és Máramaros vármegyében a zsidók deportálásában. 1945-ös fogságba esését követően a szovjet hatóságok huszonöt évi kényszermunkára ítélték. Tíz évet töltött szovjet lágerekben, majd átadták a magyar hatóságoknak. 1956. október 8-án egészségi okokból szabadon bocsátották. 1957 januárjában emigrált.

## Élete
Fiatalon választotta a katonai pályát hivatásul. A második világháborúban a Magyar Királyi Határőrség határvadászaként érte el katonai karrierje csúcsát. A harcok során tanúsított személyes bátorsága elismeréseképpen egyedüli tábornokként kiérdemelte az Magyar Tiszti Arany Vitézségi érmet, de kiemelkedő haditetteit beárnyékolja, hogy részt vett olyan katonai hadműveletben, melyért később felelősségre vonták és elítélték a szovjet hatóságok.
1945 áprilisában Bécsben szovjet fogságba esett. A magyar megszálló csapatok egyik parancsnokaként végzett tevékenységét vizsgáló Csernyigovi Területi Katonai Törvényszék 1947. október 2-án háborús bűncselekmények miatt huszonöt évi kényszermunkára ítélte. A büntetés kiszabásánál figyelembe kell venni, hogy a Szovjetunióban 1947. május 26-án eltörölték a halálbüntetést. Az Álgya-Pap Zoltán és társai ellen hozott ítélet indoklásában 40 ezer polgári lakos és mintegy 3000 hadifogoly megölése, megkínzása szerepelt vádként.
Tíz évet töltött különböző szovjet lágerekben. A Szovjetunióból 1955-ben hozták haza, de továbbra is börtönben tartották. 1956. október 8-án egészségi állapota, magas vérnyomás és kétoldali tüdőgümőkór miatt szabadlábra helyezték. Az 1956-os forradalomban nem vett részt. 1957 januárjában Nyugatra távozott.
A nyugati emigrációban pap lett belőle és több országot is bejárt új hivatásának köszönhetően. 1957 és 1972 között Indiában hittérítő tevékenységet végzett. Hollandiában Huizen városkában töltötte öregkorát a Nemzetközi Teozófiai Központ szeretetházában. Halála előtt elveszítette szeme világát és elhagyatottan 1987. október 16-án hunyt el Hágában.
A rendszerváltás után Oroszországban felülvizsgálták a második világháború utáni katonai bírósági ítéletek nagy részét, több magyar tábornokot is rehabilitáltak. Az Oroszországi Föderáció Katonai Főügyészsége azonban Ángya-Pap ítéletét 2002. 10. 03-i határozatával törvényesnek és megalapozottnak találva helybenhagyta.

## Második világháborús tevékenysége
A Magyar Királyi Határőrség állományában teljesített szolgálatot. Az úgynevezett „határvadászok” a magyar állam- és vámhatár őrzésére és védelmére létesített szervezet a korábbi Vámőrség jogutóda volt. A trianoni békediktátum korlátozásai miatt csak 1932. október 1-jétől működtek hivatalosan határőrség néven, mint fegyveres testület. Békében a Pénzügyminisztérium alárendeltségébe tartoztak, háborúban azonban a honvédelmi miniszter alárendeltségébe kerültek.
Több magasabb parancsnoki beosztást látott el határvadászként, szolgált többek közt az 1940. december 1-jétől felállított erdélyi biztosító erőbe betagolt határvadász alakulatoknál. Az 1. magyar hadsereg alárendeltségébe tartozó kassai VIII. hadtest vezérkari főnöke lett, Szombathelyi Ferenc tábornok parancsnoksága alatt. 1942 és 1943 október között a szovjetunióbeli Keleti Megszálló Csoporthoz tartozó egyik hadosztály parancsnoka volt. 1942-ben a 105. gyalogos hadosztály parancsnokaként vezette a "Cigánybáró" hadműveletet Brjanszk és Kurszk körzetében. (1942. május 16. – június 6.). Ennek során a Magyar Honvédség katonái a körzetben 207 partizántábort számoltak fel, 1584 partizánt öltek meg, és 1558-at ejtettek foglyul. A hadművelet kapcsán szovjet források beszámolnak a honvédek által elkövetett atrocitásokról is.
Aldy-Pápa Zoltán altábornagy utasítására 1942 októberétől 1943 szeptemberéig háborús bűnöket követtek el Csernyihiv megye területén a keleti megszálló csapatok magyar 105. könnyűhadosztályának katonái. A magyar egységek összesen mintegy 60 ezer civil megsemmisítésében vettek részt Csernyihiv megyében.
A tömegmészárlások központja Shchors (ma Sznovszk) városa volt, ahol több ezer embert végeztek ki a magyarok. Az áldozatokat a halálraítéltek által ásott gödrökbe dobták: "Tömeges kivégzéseket hajtottak végre a Shchor városi parkban, ahol 30 sírgödröt tártak fel, amelyekben 3028 embert temettek el, valamint a parkkal szomszédos fiatal fenyvesben; Az úttörőtábor helyén 20 sírgödör került elő, ahol 2250 embert temettek el. Sok helyen a legelterjedtebb kivégzési és kínzási forma az élve elégetés volt. Az áldozatok többnyire idősek, nők és gyerekek voltak, csecsemőket is megöltek édesanyjukkal együtt."
1944 áprilisában, mint Kárpátalja kormánybiztosa mellé beosztott tábornok, Máramaros vármegyében részt vett az ott foganatosított zsidóellenes intézkedések végrehajtásában. Az V. hadtest parancsnokaként kapta meg legmagasabb katonai kitüntetését. Október 23-26. között a Kárpátalján folyó harcokban Szolyva és Munkács környékén érdemelte ki az Arany Vitézségi Érmet. Itt súlyos és válságos elhárító harcokat vívott csapataival a sokszoros túlerőben lévő, harckocsikkal megerősített ellenség támadásaival szemben. Példamutató módon maga állt a csüggedni látszók élére, és személyesen vezetett ellentámadással megállította a szovjet csapatok előretörését. Tettével lehetővé vált, hogy a majdnem teljesen körülzárt saját erők kivonásra kerülhessenek.
1945. április végén Bécsben esett szovjet hadifogságba.

## Fontosabb beosztásai
Katonai szolgálatának fontosabb állomásai:
- 1932–1934 Bulgáriában katonai attasé.
- 1934–1937 Egyesült Királyságban és az Amerikai Egyesült Államokban katonai attasé.
- 1942–1943 a 105. hadosztály parancsnokaként a keleti fronton harcol.
- 1943–1944 az V. hadtest parancsnoka.

## Kapcsolódó szócikk
- A magyar megszálló csapatok a Szovjetunióban. Levéltári dokumentumok 1941–1947